# Малогилёво
Малогилёво, Мало-Гилёво (баш. ) — упразднённый посёлок Трактового сельсовета Благовещенского района БАССР. Ныне территория Ильино-Полянского сельсовета Республики Башкортостан Российской Федерации. Жили русские (1959). Точная дата упразднения неизвестна.

## География
Располагался в 23 км к северо-востоку от райцентра.

### Географическое положение
Расстояние, на 1 июня 1952 года, от п. Мало-Гилёво до:
- районного центра (Благовещенск): 23 км,
- центра сельсовета (Покровское (Башкортостан)): 6 км,
- ближайшей ж/д станции (Бензин): 48 км,
- ближайшей пристани (Благовещенский Завод): 24 км.

## История
Основан в 1920-е гг. как посёлок при с. Гилёво (см. Старогилёво) в Уфимском кантоне БАССР.
В 1939 насчитывалось 66, в 1959 — 8 человек.
Существовал до 1968. Справочник административно-территориального деления БАССР на 1 января 1969 года не упоминает населённый пункт.

## Население
По Всесоюзной переписи 1939 года в хуторе Мало-Гилёво проживали 63 человека, из них 28 мужчин, 35 женщин. По Всесоюзной переписи 1959 года в пос. Мало-Гилёво проживали 8 человек, по 4 мужчины и женщины.

## Инфраструктура
В 1925 учтено 10 хозяйств.

## Транспорт
Просёлочная дорога